# Paweł Markiewicz
Paweł Alfons Markiewicz (ur. w 1879, zm. w 1949) – biskup Apostolskiego Kościoła Katolickiego w Kanadzie.
W latach 1906–1909 duchowny Polskiego Kościoła Reformowanego. Ordynowany w 1906 w Scranton przez Franciszka Hodura. W 1909 opuścił struktury Polskiego Kościoła Narodowego i przeszedł pod jurysdykcję arcybiskupa Mar Tymoteusza I. W 1909 otrzymał święcenia kapłańskie, a w 1913 sakrę biskupią.
W 1913 zorganizował Apostolski Kościół Katolicki w Kanadzie. W późniejszym okresie nawiązał komunię z Kościołem Starokatolickim w Ameryce Północnej (NAORCC).
| Konsekrator      | Paolo Miraglia Gulotti |
| Data konsekracji | 16 listopada 1913      |
| Rekonsekracja    |                        |
| Konsekrator      | Carmel Henry Carfora   |
| Data konsekracji | 20 kwietnia 1945       |